# Star Trek (filmová série)
Filmová série Star Trek je součástí rozsáhlé série příběhů z fiktivní budoucnosti, které vytvořil v roce 1964 televizní producent a scenárista Gene Roddenberry. Na původní seriál ze 60. let 20. století navázalo dalších pět televizních seriálů, stovky knih, komiksů a počítačových her a také 13 celovečerních a 1 televizní film.

## Historie

### Celovečerní filmy
Původní seriál Star Trek byl vysílán ve třech sezónách mezi lety 1966 a 1969. Zrušen byl kvůli nízké sledovanosti, jeho opakované vysílání na začátku 70. let z něj ale vytvořilo kult, čehož studio Paramount Pictures, držitel licence, v následujících desetiletích využilo. O celovečerním snímku přemýšlel již Gene Roddenberry v roce 1969. Po výrobě dvou řad animovaného seriálu v letech 1973 a 1974 se studio pustilo roku 1975 do příprav prvního filmu. Několik scenáristů se pokusilo vytvořit vhodný epický příběh, s výsledkem však studio nebylo spokojeno, a proto projekt v roce 1977 zrušilo. Místo toho se Paramount zaměřil na druhý hraný seriál s názvem Star Trek: Phase II. Protože však úspěchy snímků Blízká setkání třetího druhu a Star Wars: Epizoda IV – Nová naděje byly velké, bylo rozhodnuto zastavit produkci Phase II a jeho připravovanou pilotní dvojepizodu přepracovat do podoby celovečerního filmu. Natáčení snímku Star Trek: Film začalo 7. srpna 1978, kvůli složité výrobě efektů a dalším zpožděním měl premiéru na konci roku 1979 a rozpočet se vyšplhal na 46 milionů dolarů. Tržby prvního startrekového snímku nebyly pro studio uspokojivé, proto výrobu druhého filmu se silně redukovaným rozpočtem převzal po Roddenberrym Harve Bennett. Star Trek II: Khanův hněv z roku 1982 koncipoval mnohem více jako akční film, po jeho úspěchu vznikla ucelená trilogie, neboť na něj dějově navázaly další dva snímky.
Pátý a šestý film již byly vyrobeny v době, kdy probíhala produkce druhého hraného seriálu označeného jako Star Trek: Nová generace (1987–1994), který byl dějově zasazen o 100 let do budoucnosti oproti původnímu Star Treku. Snímek Star Trek VI: Neobjevená země, ač s původními postavami, ve svém příběhu vysvětloval odlišné reálie mezi těmito dvěma seriály. Následoval sedmý film již zaměřený na postavy z Nové generace a natočený těsně po skončení tohoto seriálu, ale i v něm se objevily některé postavy z původního Star Treku. Další tři snímky z let 1996–2002 již zcela vycházely z Nové generace, poslední z nich, celkově desátý startrekový film, byl komerčně nejméně úspěšným snímkem celé série.
V 90. letech 20. století byly natočeny také seriály Star Trek: Stanice Deep Space Nine a Star Trek: Vesmírná loď Voyager odehrávající se v době Nové generace nebo těsně po ní, na ně ale nebylo filmy navázáno. V letech 2001–2005 vznikl poslední seriál Star Trek: Enterprise zasazený do doby 100 let před původním Star Trekem ze 60. let. Po jeho zrušení začal producent Rick Berman společně se scenáristou Erikem Jendresenem pracovat na vzniku dalšího filmu s názvem Star Trek: The Beginning, který se měl dějově nacházet krátce po skončení Enterprise. Postupně jej však převzal J. J. Abrams, který spolu se scenáristy Robertem Orcim a Alexem Kurtzmanem vytvořili v pořadí jedenáctý filmový Star Trek ve zcela odlišném a moderním akčním stylu. V něm se sice představily postavy z původního seriálu ze 60. let, jedná se však o jejich mladší protějšky z alternativní reality, čímž byl vytvořen reboot série. Díky jeho komerčnímu úspěchu natočili stejní tvůrci také dvanáctý film Star Trek: Do temnoty. V pořadí třináctý snímek, vydaný při příležitosti 50. výročí vzniku Star Treku, byl pojmenován Star Trek: Do neznáma a jeho režii převzal od Abramse Justin Lin.

### Televizní filmy

Logo filmu

V červnu 2018, poté, co se Alex Kurtzman stal showrunnerem seriálu Star Trek: Discovery, podepsal celkovou pětiletou smlouvu se CBS Television Studios na rozšíření franšízy Star Trek za hranice Discovery na několik nových hraných i animovaných seriálů a minisérií. V březnu 2023 Kurtzman také projevil zájem pro franšízu natáčet i televizní filmy. O měsíc později streamovací služba Paramount+ oznámila, že Star Trek: Oddíl 31, který byl vyvíjen jako seriálový spin-off Discovery, se místo toho posouvá vpřed jako streamovaný film. Oscarová Michelle Yeoh se připojila, aby si zopakovala svou roli Philippy Georgiou z Discovery. Scénář napsal Craig Sweeny a film režíroval výkonný producent Discovery Olatunde Osunsanmi. Film produkují Craig Sweeny, Olatunde Osunsanmi, Alex Kurtzman, Eugene Roddenberry, Aaron Baiers, Frank Siracusa, John Weber, Trevor Roth a také sama Michelle Yeoh. K obsazení se dále připojili Omari Hardwick, Kacey Rohl, držitel Emmy Sam Richardson, Sven Ruygrok, Robert Kazinsky, Humberly Gonzalez a James Hiroyuki Liao. Snímek produkují CBS Studios ve spolupráci se Secret Hideout a Roddenberry Entertainment a natáčení začalo v únoru 2024.

## Přehled filmů
| | Český název                        | Anglický název                         | Datum uvedení do kin | Režie              | Produkce                                                          | Scénář                                                   | Hudba                          | Časový rámec děje                            |
| --- | ---------------------------------- | -------------------------------------- | -------------------- | ------------------ | ----------------------------------------------------------------- | -------------------------------------------------------- | ------------------------------ | -------------------------------------------- |
| |                                    |                                        |                      |                    |                                                                   |                                                          |                                |                                              |
| 1 | Star Trek: Film                    | Star Trek: The Motion Picture          | 7. prosince 1979     | Robert Wise        | Gene Roddenberry                                                  | Harold Livingston                                        | Jerry Goldsmith                | první polovina 70. let 23. století HD 7410.2 |
| Admirál James T. Kirk převezeme velení Enterprise, hvězdné lodi, se kterou v předchozích letech jako její kapitán zažil mnohá dobrodružství, aby zastavil mohutný neznámý a nebezpečný objekt, který míří přímo k Zemi. Film byl nominován na tři Oscary v kategoriích Nejlepší výprava a dekorace, Nejlepší vizuální efekty a Nejlepší hudba.                                 |                                    |                                        |                      |                    |                                                                   |                                                          |                                |                                              |
| 2 | Star Trek II: Khanův hněv          | Star Trek II: The Wrath of Khan        | 4. června 1982       | Nicholas Meyer     | Robert Sallin Harve Bennett                                       | Jack B. Sowards Nicholas Meyer                           | James Horner                   | 2285 HD 8130.3                               |
| Geneticky vylepšený člověk Khan Noonien Singh se chce pomstít Kirkovi, kterého viní ze smrti své ženy a který mu před 15 lety zabránil převzít vládu nad Enterprise (viz „Vesmírné sémě“). |                                    |                                        |                      |                    |                                                                   |                                                          |                                |                                              |
| 3 | Star Trek III: Pátrání po Spockovi | Star Trek III: The Search for Spock    | 1. června 1984       | Leonard Nimoy      | Harve Bennett                                                     | Harve Bennett Leonard Nimoy                              | James Horner                   | 2285 HD 8210.3                               |
| Admirál Kirk a jeho nejbližší přátelé se vydají zachránit Spocka, jehož tělo zanechali na nově vzniklé planetě, zatímco jeho katru, duši, nosí v hlavě doktor McCoy. |                                    |                                        |                      |                    |                                                                   |                                                          |                                |                                              |
| 4 | Star Trek IV: Cesta domů           | Star Trek IV: The Voyage Home          | 26. listopadu 1986   | Leonard Nimoy      | Harve Bennett                                                     | Steve Meerson Peter Krikes Nicholas Meyer Harve Bennett  | Leonard Rosenman               | 2286 / 1986 HD 8390.0                        |
| Při návratu z Vulkánu nalezne Kirkova posádka Zemi v akutním ohrožení neznámou sondou. Kvůli ní se musí vydat do vzdálené minulosti, aby získali velryby, které jsou již ve 23. století vyhubeny. Film byl nominován na čtyři Oscary v kategoriích Nejlepší kamera, Nejlepší střih zvuku, Nejlepší hudba a Nejlepší zvuk.                                                      |                                    |                                        |                      |                    |                                                                   |                                                          |                                |                                              |
| 5 | Star Trek V: Nejzazší hranice      | Star Trek V: The Final Frontier        | 9. června 1989       | William Shatner    | Harve Bennett                                                     | David Loughery                                           | Jerry Goldsmith                | 2287 HD 8454.1                               |
| Novou Enterprise-A obsadí se svými následovníky rebelský Vulkánec Sybok, který se s lodí a celou její posádkou vydá hledat do středu galaxie Boha. |                                    |                                        |                      |                    |                                                                   |                                                          |                                |                                              |
| 6 | Star Trek VI: Neobjevená země      | Star Trek VI: The Undiscovered Country | 6. prosince 1991     | Nicholas Meyer     | Steven-Charles Jaffe Ralph Winter                                 | Nicholas Meyer Denny Martin Flinn                        | Cliff Eidelman                 | 2293 HD 9521.6                               |
| Po rozsáhlé ekologické katastrofě chtějí Klingoni zahájit mírová jednání se Spojenou federací planet, jejich kancléř je však zavražděn, z čehož jsou obviněni kapitán Kirk a doktor McCoy. Film byl nominován na dva Oscary v kategoriích Nejlepší střih zvuku a Nejlepší masky.                                                                                               |                                    |                                        |                      |                    |                                                                   |                                                          |                                |                                              |
| |                                    |                                        |                      |                    |                                                                   |                                                          |                                |                                              |
| 7 | Star Trek: Generace                | Star Trek Generations                  | 18. listopadu 1994   | David Carson       | Rick Berman                                                       | Ronald D. Moore Brannon Braga                            | Dennis McCarthy                | 2293 / 2371 HD 48632.4                       |
| Enterprise-D pod velením kapitána Jean-Luca Picarda se musí vypořádat s hrozbou Durasových sester a především zastavit doktora Toliana Sorana, který se při svém pokusu dostat se do tzv. Nexu chystá vyhladit stovky milionů obyvatel planety. |                                    |                                        |                      |                    |                                                                   |                                                          |                                |                                              |
| 8 | Star Trek: První kontakt           | Star Trek: First Contact               | 22. listopadu 1996   | Jonathan Frakes    | Rick Berman Marty Hornstein Peter Lauritson                       | Ronald D. Moore Brannon Braga                            | Jerry Goldsmith Joel Goldsmith | 2373 / 2063 HD 50893.5                       |
| Enterprise-E se po bitvě s Borgy dostane do minulosti a její posádka s kapitánem Picardem v čele musí zajistit, aby historie probíhala tak, jak měla probíhat, aby došlo k prvnímu kontaktu mezi Pozemšťany a Vulkánci. Film byl nominován na Oscara v kategorii Nejlepší masky.                                                                                               |                                    |                                        |                      |                    |                                                                   |                                                          |                                |                                              |
| 9 | Star Trek: Vzpoura                 | Star Trek: Insurrection                | 11. prosince 1998    | Jonathan Frakes    | Rick Berman                                                       | Michael Piller                                           | Jerry Goldsmith                | 2375 HD cca 52200                            |
| Kapitán Picard objeví tajené záměry spolupráce Federace s rasou Son'a, vzepře se svému nadřízenému důstojníkovi a pokusí se zachránit lid planety Ba'ku, z níž Son'a čerpají unikátní radiaci, která zajišťuje mládí. |                                    |                                        |                      |                    |                                                                   |                                                          |                                |                                              |
| 10 | Star Trek: Nemesis                 | Star Trek Nemesis                      | 13. prosince 2002    | Stuart Baird       | Rick Berman                                                       | John Logan                                               | Jerry Goldsmith                | 2379 HD 56844.9                              |
| Enterprise-E je vyslána na Romulus aby dojednala mír s Romulanským impériem, nad nímž převzal vládu Picardův klon Shinzon, který má ale s Federací vlastní tajné plány. |                                    |                                        |                      |                    |                                                                   |                                                          |                                |                                              |
| |                                    |                                        |                      |                    |                                                                   |                                                          |                                |                                              |
| 11 | Star Trek                          | Star Trek                              | 8. května 2009       | J. J. Abrams       | J. J. Abrams Damon Lindelof                                       | Roberto Orci Alex Kurtzman                               | Michael Giacchino              | 2233–2258                                    |
| V alternativní realitě se Romulan Nero pokusí zničit Federaci, v čemž mu zabrání mladí důstojníci na Enterprise v čele s Jamesem Kirkem a Spockem, který převezme velení lodi po zajatém kapitánu Christopheru Pikeovi. Film získal jednoho Oscara v kategorii Nejlepší masky, nominován byl též v kategoriích Nejlepší střih zvuku, Nejlepší zvuk a Nejlepší vizuální efekty. |                                    |                                        |                      |                    |                                                                   |                                                          |                                |                                              |
| 12 | Star Trek: Do temnoty              | Star Trek Into Darkness                | 9. května 2013       | J. J. Abrams       | J. J. Abrams Bryan Burk Alex Kurtzman Damon Lindelof Roberto Orci | Roberto Orci Alex Kurtzman Damon Lindelof                | Michael Giacchino              | 2259–2260                                    |
| Pokračování jedenáctého filmu v alternativní realitě. Khan spáchá teroristický útok na Federaci a posádka Enterprise, stále pod vedením Jamese Kirka, se jej vydá zajmout. Film byl nominován na Oscara v kategorii Nejlepší vizuální efekty. |                                    |                                        |                      |                    |                                                                   |                                                          |                                |                                              |
| 13 | Star Trek: Do neznáma              | Star Trek Beyond                       | 22. července 2016    | Justin Lin         | J. J. Abrams Roberto Orci Lindsey Weber Justin Lin                | Simon Pegg Doug Jung                                     | Michael Giacchino              | 2263                                         |
| Třetí film odehrávající se v alternativní realitě. Při zkoumání nezmapované mlhoviny narazí posádka Enterprise na strašlivého nepřítele, který hodlá zničit Federaci. Film byl nominován na Oscara v kategorii Nejlepší masky. |                                    |                                        |                      |                    |                                                                   |                                                          |                                |                                              |
| |                                    |                                        |                      |                    |                                                                   |                                                          |                                |                                              |
| 14 | Star Trek: Oddíl 31                | Star Trek: Section 31                  | 24. ledna 2025       | Olatunde Osunsanmi | Alex Kurtzman Olatunde Osunsanmi Michelle Yeoh a další            | námět: Bo Yeon Kim a Erika Lippoldt scénář: Craig Sweeny | Jeff Russo                     | počátek 24. století HD 1292.4                |
| Bývalá císařovna Terranské říše Philippa Georgiou ze zrcadlového vesmíru se znovu připojuje k Sekci 31, tajné divizi Hvězdné flotily, která má za úkol chránit Spojenou federaci planet pomocí neschválených metod, musí čelit hříchům své minulosti. |                                    |                                        |                      |                    |                                                                   |                                                          |                                |                                              |

## Tržby
| Film                               | Rok    | Rozpočet      | Tržby v USA a Kanadě | Celkové tržby (přibližně) | Celkové tržby po zohlednění inflace k roku 2017 |
| ---------------------------------- | ------ | ------------- | -------------------- | ------------------------- | ----------------------------------------------- |
|                                    |        |               |                      |                           |                                                 |
| Star Trek: Film                    | 1979   | 46 000 000 $  | 82 258 456 $         | 139 000 000 $             | 495 700 000 $                                   |
| Star Trek II: Khanův hněv          | 1982   | 11 000 000 $  | 78 912 963 $         | 97 000 000 $              | 249 140 000 $                                   |
| Star Trek III: Pátrání po Spockovi | 1984   | 16 000 000 $  | 76 471 046 $         | 87 000 000 $              | 207 350 000 $                                   |
| Star Trek IV: Cesta domů           | 1986   | 21 000 000 $  | 109 713 132 $        | 133 000 000 $             | 293 780 000 $                                   |
| Star Trek V: Nejzazší hranice      | 1989   | 28 000 000 $  | 52 210 049 $         | 70 000 000 $              | 140 250 000 $                                   |
| Star Trek VI: Neobjevená země      | 1991   | 30 000 000 $  | 74 888 996 $         | 97 000 000 $              | 175 000 000 $                                   |
|                                    |        |               |                      |                           |                                                 |
| Star Trek: Generace                | 1994   | 35 000 000 $  | 75 671 125 $         | 118 000 000 $             | 195 400 000 $                                   |
| Star Trek: První kontakt           | 1996   | 45 000 000 $  | 92 027 888 $         | 146 000 000 $             | 229 640 000 $                                   |
| Star Trek: Vzpoura                 | 1998   | 58 000 000 $  | 70 187 658 $         | 113 000 000 $             | 169 140 000 $                                   |
| Star Trek: Nemesis                 | 2002   | 60 000 000 $  | 43 254 409 $         | 67 000 000 $              | 91 540 000 $                                    |
|                                    |        |               |                      |                           |                                                 |
| Star Trek                          | 2009   | 150 000 000 $ | 257 730 019 $        | 386 000 000 $             | 443 290 000 $                                   |
| Star Trek: Do temnoty              | 2013   | 190 000 000 $ | 228 778 661 $        | 467 000 000 $             | 491 060 000 $                                   |
| Star Trek: Do neznáma              | 2016   | 185 000 000 $ | 158 848 340 $        | 343 000 000 $             | 350 120 000 $                                   |
| Celkem                             | Celkem | 875 000 000 $ | 1 400 952 742 $      | 2 263 000 000 $           | 3 531 410 000 $                                 |

## Budoucnost

### Star Trek 4
Od vydání filmu Do neznáma (2016) došlo k několika neúspěšným pokusům o natočení čtvrtého filmu rebootové série. V lednu 2024 byl Star Trek 4 popsán jako „poslední kapitola“ rebootové filmové série a Steve Yockey dopsal nový návrh scénáře v březnu téhož roku.

### Nepojmenovaný prequelový film
V lednu 2024 bylo oznámeno, že je ve vývoji prequelový film. Režie se ujme Toby Haynes, scénář napsal Seth Grahame-Smith a producent je J. J. Abrams. Projekt je společnou produkcí Bad Robot Productions a Paramount Pictures. Koncem března byl projekt ve vývoji dál než Star Trek 4 a očekávalo se, že předprodukce začne do konce roku. Paramount oficiálně oznámil film na CinemaConu v dubnu 2024 a uvedl, že natáčení začne později v tomto roce pro plánované uvedení na rok 2025. Simon Kinberg jednal o tom, aby se příští měsíc připojil jako producent, s potenciálem stát se „pastýřem franšízy“ pro filmy Star Trek společnosti Paramount. V té době se o filmu říkalo, že se buď odehrává v "Primární časové ose" po prvním kontaktu lidstva s mimozemským životem, jak je znázorněno v Prvním kontaktu, nebo že jde o další restart franšízy, která převypráví první kontakt a vytvoření příběhů Hvězdné flotily.

### Nepojmenovaný film Kalindy Vazquez
V březnu 2021 pověřil Paramount senáristku Star Trek: Discovery Kalindu Vazquez, aby napsala nový Star Trek film založený na jejím vlastním původním nápadu. V březnu 2024 bylo odhaleno, že film je stále ve vývoji.